# Henry Farrer

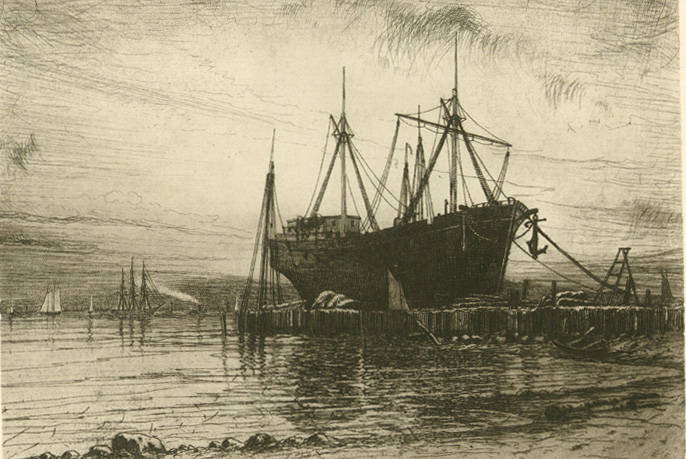
Sunset, Gowanus Bay, 1880

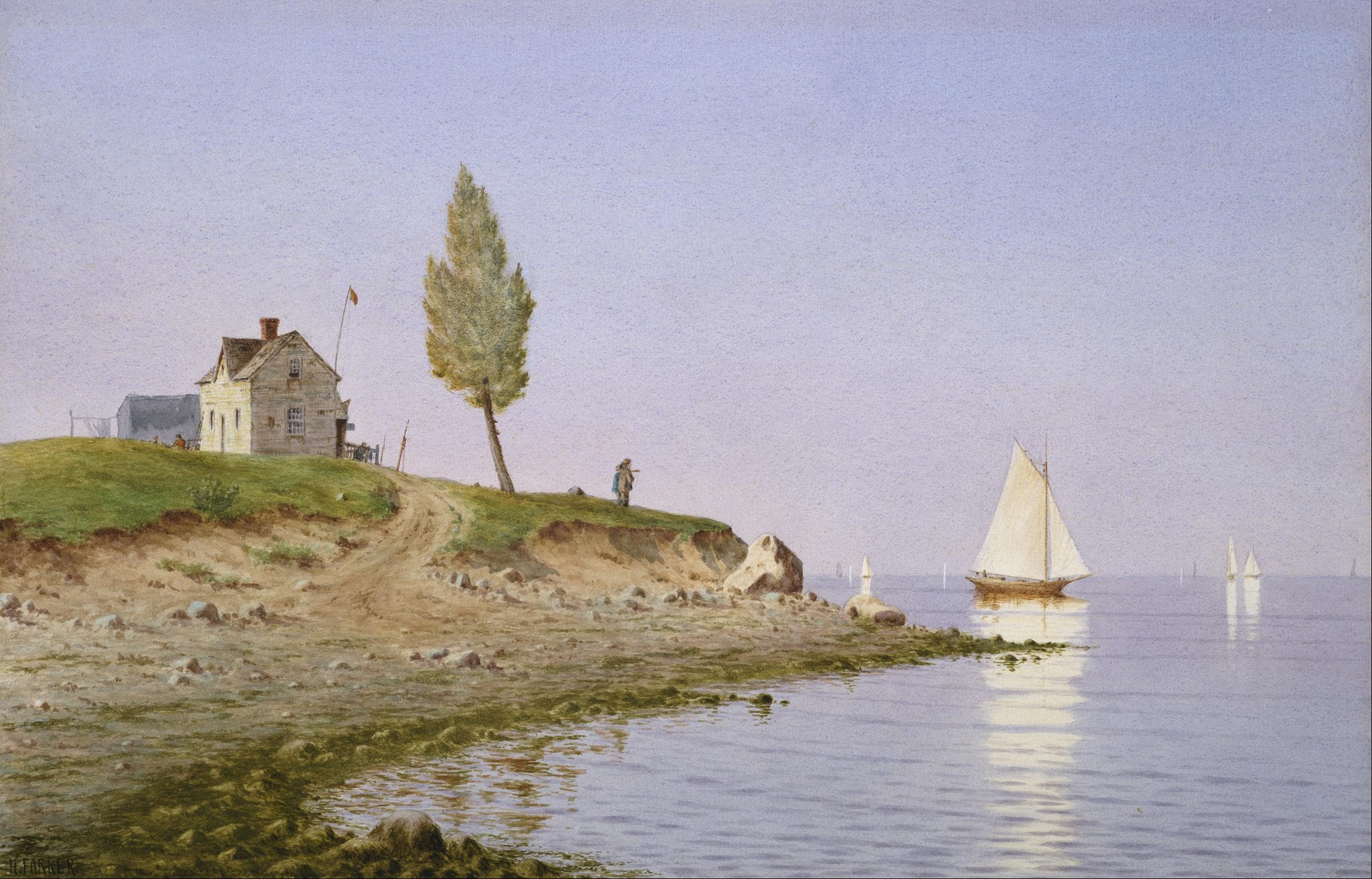
A Calm Afternoon, Long Island, 1876

Henry Farrer (* 23. März 1844 in London; † 24. Februar 1903 in Brooklyn) war ein amerikanischer Künstler, der für seine tonalistischen Aquarell-Landschaften und Radierungen bekannt ist.

## Leben
Farrer war der jüngere Bruder des Künstlers Thomas Charles Farrer. Thomas hatte in Großbritannien unter John Ruskin und Dante Gabriel Rossetti studiert, Mitgliedern der Präraffaeliten. Henry war Autodidakt und mag seinen Stil dem seines Bruders angeglichen haben.
Farrer emigrierte 1863 nach Amerika und eröffnete ein Atelier in New York. Als Neuling in der amerikanischen Kunstwelt wurde er Mitglied der Society for the Advancement of Truth in Art, einer kurzlebigen Organisation, die von seinem Bruder mitgegründet wurde und in der präraffaelitischen Tradition wahrheitsvoller und hochrealistischer künstlerischer Abbildung stand. In seinen ersten Jahren als professioneller Künstler in den 1860ern malte er präraffaelitische Stillleben, einige Landschaften und Marinebilder und begann zu radieren.
In den 1870ern verschob sich sein Landschaftsstil zu dem tonalistischen Stil, für den er am bekanntesten ist. Er war Mitgründer der American Watercolor Society und malte anders als die meisten Künstler der Zeit fast ausschließlich in der Aquarelltechnik. Seine tonalistischen Landschaften, die er auch in den 1890ern malte, zeigen typischerweise neblige oder wolkige Motive mit einer Marsch oder einem kleinen Teich im Vordergrund. Häufig sind Sonnenuntergänge und ein Gefühl der Stille. Sein Gebrauch von gedämpften, erdigen Farben vermittelt eine meditative Stimmung.
In derselben Periode wurde Farrer eine treibende Kraft im Radierungs-Revival in Amerika. Er war 1877 ein Gründungsmitglied des New York Etching Club, und promotete das Radieren als kreatives Medium im Gegensatz zu einem reproduktiven. Farrers bekannteste Radierungen zeigen New York. In den 1860ern entstand eine Serie von Straßenszenen. In den späten 1870ern und 1880ern entstanden New Yorker Hafenszenen.
Farrer ist im Brompton Cemetery in London begraben.